# Ґуше-є Софла (Марказі)
Ґуше-є Софла (перс. گوشه سفلي) — село в Ірані, у дегестані Енадж, у бахші Каре-Чай, шагрестані Хондаб остану Марказі. За даними перепису 2006 року, його населення становило 181 особу, що проживали у складі 38 сімей.

## Клімат
Середня річна температура становить 11,13°C, середня максимальна – 30,10°C, а середня мінімальна – -10,19°C. Середня річна кількість опадів – 274 мм.
| Клімат поселення                              | Клімат поселення | Клімат поселення | Клімат поселення | Клімат поселення | Клімат поселення | Клімат поселення | Клімат поселення | Клімат поселення | Клімат поселення | Клімат поселення | Клімат поселення | Клімат поселення | Клімат поселення |
| Показник                                      | Січ.             | Лют.             | Бер.             | Квіт.            | Трав.            | Черв.            | Лип.             | Серп.            | Вер.             | Жовт.            | Лист.            | Груд.            |                  |
| Середній максимум, °C                         | 5,99             | 7,49             | 11,37            | 17,82            | 22,90            | 28,46            | 30,10            | 29,88            | 24,92            | 18,70            | 11,86            | 6,50             |                  |
| Середня температура, °C                       | −2,1             | −0,6             | 3,27             | 9,73             | 14,80            | 20,36            | 24,47            | 24,23            | 19,28            | 13,05            | 6,22             | 0,86             |                  |
| Середній мінімум, °C                          | −10,19           | −8,71            | −4,83            | 1,63             | 6,70             | 12,27            | 18,82            | 18,60            | 13,64            | 7,42             | 0,58             | −4,77            |                  |
| Норма опадів, мм                              | 41               | 36               | 49               | 37               | 35               | 7                | 1                | 1                | 0                | 6                | 24               | 37               |                  |
| Середньомісячна швидкість вітру, м/с          | 1.45             | 2.11             | 2.94             | 3.01             | 2.62             | 2.35             | 2.31             | 2.31             | 2.19             | 2.09             | 1.84             | 1.25             |                  |
| Середньомісячна сонячна радіація, кДж/м²·день | 9231             | 12395            | 14946            | 18279            | 22295            | 27005            | 25939            | 24098            | 21227            | 15682            | 11008            | 9090             |                  |
| --------------------------------------------- | ---------------- | ---------------- | ---------------- | ---------------- | ---------------- | ---------------- | ---------------- | ---------------- | ---------------- | ---------------- | ---------------- | ---------------- | ---------------- |
| Джерело:                                      |                  |                  |                  |                  |                  |                  |                  |                  |                  |                  |                  |                  |                  |